# 8444 Popovich
8444 Popovich este un asteroid care intersectează orbita planetei Marte.

## Descriere
8444 Popovich este un asteroid care intersectează orbita planetei Marte. Asteroidul prezintă o orbită caracterizată de o semiaxă mare de 2,27 ua, o excentricitate de 0,27 și o înclinație de 1,9° în raport cu ecliptica.